# Georg Otto von Bonin
Georg Otto von Bonin (* 10. August 1613, vermutlich in Pommern; † 19. August 1670 in Rügenwalde in Hinterpommern) war ein preußischer Staatsmann und deutscher Dichter.
Bonin war ein Abkömmling der seit dem 13. Jahrhundert in Hinterpommern nachweisbaren Adelsfamilie Bonin. Seine Eltern waren Anton von Bonin, bischöflich-camminscher Stifts-Voigt und Regimentsrat Herzog Bogislaws XIV., Dekan zu Kolberg und Amtshauptmann zu Bublitz, und Elisabeth von Wedell aus Freienwalde.
Bonin hatte an der Universität Leiden studiert. Ein von ihm dort gehaltener Vortrag wurde unter dem Titel De causis afflictae Europae in Leiden veröffentlicht. Er war anschließend als Geheimrat des Pommern-Herzogs Ernst Bogislaw von Croy tätig und wirkte als Abgesandter des Camminer Stifts 1648 bei den Vorverhandlungen zum Westfälischen Frieden mit.
Nachdem das Camminer Stift durch den Westfälischen Frieden zu Brandenburg gekommen war, trat er in die Dienste des Kurfürsten Friedrich Wilhelms von Brandenburg. Anschließend wurde er mehrfach als diplomatischer Gesandter verwendet, so unter anderem in Den Haag, in Warschau und am kaiserlichen Hof in Wien.
Nachdem er 1655 vom Kurfürsten zum Geheimrat ernannt worden war, wurde er von ihm am 5. April 1658 zum Wirklichen Geheimen Staatsrat mit einem Jahresgehalt von 500 Talern befördert. Bonin war auch Domdechant zu Cammin und Amtshauptmann zu Bublitz gewesen. Als Persönlichkeit mit hervorragender Allgemeinbildung und außerordentlichen intellektuellen Fähigkeiten erhielt er 1666 vom Kurfürsten den Auftrag, die Realisierbarkeit einer ‚Universal-Universität‘ in Brandenburg, wie sie dem schwedischen Reichsrat Johan Skytte vorschwebte, zu prüfen.
Bonin war auch als Dichter von Kirchenliedern hervorgetreten, die in die gängigen Gesangbücher aufgenommen wurden.
Als sein Todesort wird in der Literatur neben Rügenwalde auch Bublitz angegeben. Vermutlich kam er im Hochsommer 1670 in Rügenwalde ums Leben und wurde anschließend in Bublitz beigesetzt.

## Werke (Auswahl)
- De causis aflictas Europae. Leiden, ca. 1635.